# Re:make/No Scared
"Re:make/No Scared" (estilizado como "Re:make/NO SCARED") é o primeiro single lado A duplo da banda japonesa One Ok Rock, tendo sido lançado como seu sexto single em 20 de julho de 2011, através da A-Sketch. Posteriormente, as canções "Re:make" e "No Scared" integraram seu quinto álbum de estúdio, Zankyo Reference, lançado em 5 de outubro do mesmo ano.
Comercialmente, "Re:make/No Scared" posicionou-se em número seis pela tabela musical japonesa Oricon Singles Chart e em número dez pela Billboard Japan Hot 100. Além disso, ambas as canções, "Re:make" e "No Scared", receberam vídeos musicais correspondentes, tendo sido dirigidos por Suzuki Daishin e Masakazu Fukatsu, respectivamente.

## Antecedentes e lançamento
Previamente em fevereiro de 2011, o One Ok Rock lançou seu quinto single intitulado "Answer is Near" e embarcou na turnê japonesa 2011 "Answer is aLive" Tour. Em maio do mesmo ano, foi anunciado que a banda lançaria seu primeiro single lado A duplo, que incluiria "No Scared", faixa utilizada como canção tema do jogo para PSP, Black Rock Shooter: The Game (2011). Além desta, "Re:make" foi utilizada em publicidade pela Recochoku Co, Ltd.

## Promoção
Para a promoção do single e da canção "Re:make", o One Ok Rock disponibilizou antes de seu lançamento, um aplicativo em sua respectiva página oficial do Facebook. Este aplicativo formava um vídeo original com base nas informações da própria conta do usuário.

## Faixas e formatos
| "Re:make/No Scared" - Single |                         |                   |                                 |                                                                   |         |  |
| N.º                          | Título                  | Letras            | Música                          | Arranjos                                                          | Duração |  |
| 1.                           | "Re:make"               | Takahiro Moriuchi | Moriuchi                        | Koichi Korenaga Moriuchi Toru Yamashita Ryota Kohama Tomoya Kanki | 3:25    |  |
| 2.                           | "No Scared"             | Moriuchi          | Moriuchi Yamashita              | Akkin Moriuchi Yamashita Kohama Kanki                             | 3:39    |  |
| 3.                           | "Rock, Scissors, Paper" | Moriuchi          | Moriuchi Yamashita Kohama Kanki | Akkin Moriuchi Yamashita Kohama Kanki                             | 3:33    |  |
| Duração total:               | Duração total:          | Duração total:    | Duração total:                  | Duração total:                                                    | 10:36   |  |

## Vídeo musical
O vídeo musical de "Re:make" foi dirigido por Suzuki Daishin e apresenta a banda tocando a faixa com energia, em frente a um display de LED. Seu lançamento ocorreu em 21 de setembro de 2011, através do canal da A-Sketch pela plataforma de vídeos Youtube. Posteriormente, a produção também foi enviada ao recém-criado canal do One Ok Rock, em abril de 2012.
Em 2 de agosto de 2011, o canal da A-Sketch, lançou o vídeo musical de "No Scared", que mais tarde, também foi enviado ao respectivo canal da banda. A produção contém direção de Masakazu Fukatsu e apresenta a banda tocando em um estúdio, onde a energia da música se espalha pelas pessoas ao serem tocadas.

## Desempenho nas tabelas musicais
O single "Re:make/No Scared" estreou no Japão em seu pico de número seis pela Oricon Singles Chart, em 1 de agosto de 2011, permanecendo na tabela por dez semanas. Enquanto a canção "Re:make", estreou na posição de número 94 na semana referente a 20 de julho pela Billboard Japan Hot 100. Na semana seguinte, a canção subiu para a posição de número dez.

### Posições semanais
| Tabela musical (2011)        | Melhor posição |
| ---------------------------- | -------------- |
| Japão (Oricon Singles Chart) | 6              |

| Tabela musical (2011)          | Melhor posição |
| ------------------------------ | -------------- |
| Japão (Billboard Japan Hot 100 | 10             |

## Créditos e pessoal
"Re:make/No Scared" atribui os seguintes créditos:
One Ok Rock
- Takahiro "Taka" Moriuchi — vocais principais
- Toru Yamashita — guitarra, guitarra rítmica
- Ryota Kohama — baixo
- Tomoya Kanki — bateria, percussão

Produção
- Koichi Korenaga — arranjos (1)
- Akkin — arranjos (2, 3)